# ستاره‌پیما

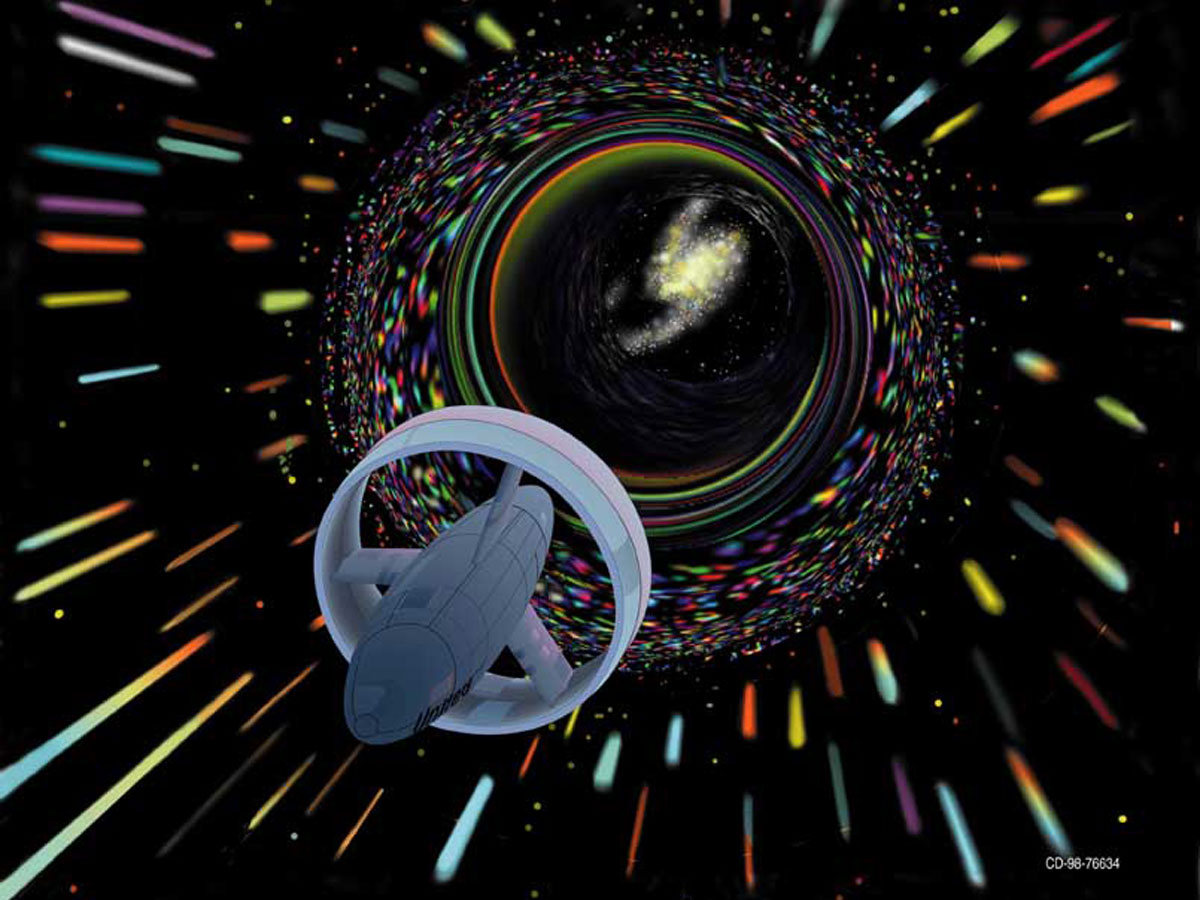
عکسی از یک ستاره‌پیما

ستاره‌پیما (به انگلیسی: starship) (نام‌های دیگر: اخترپیما، اخترناو، فضاپیمای میان‌ستاره‌ای) گونه‌ای از فضاپیماهای تخیلی و نظری هستند که ماموریتشان سفر میان ستاره‌های گوناگون است. فضاپیماهای میان‌سیاره‌ای که امروزه وجود دارند به اختصار فضاپیما نامیده می‌شوند و فضاپیماهای گردنده به دور مدارها نیز مدارگرد نام دارند.
کاوشگرهای وییجر و پایونیر با این‌که هم‌اینک از فضای منظومه خورشیدی خارج شده‌اند ولی از آنجا که هنوز به منظومه‌های ستاره‌های دیگر نرسیده‌اند نمی‌توان آن‌ها را ستاره‌پیما نام نهاد، بنابراین این نام هنوز تنها در قلمرو داستان‌های علمی-تخیلی کاربرد دارد.
با این وجود اقدامات مهندسی پیشرفته‌ای انجام شده و طرح‌های اولیه‌ای برای امکان‌سنجی و ساخت ستاره‌پیماها ارائه شده که ساخت آن‌ها را با فناوری امروزی یا فناوری‌هایی که در آینده نزدیک به دست خواهد آمد امکان‌پذیر می‌نماید.
یواس‌اس انترپرایز در سریال پیشتازان فضا از ستاره‌پیماهای تخیلی معروف است.